# Boikovo

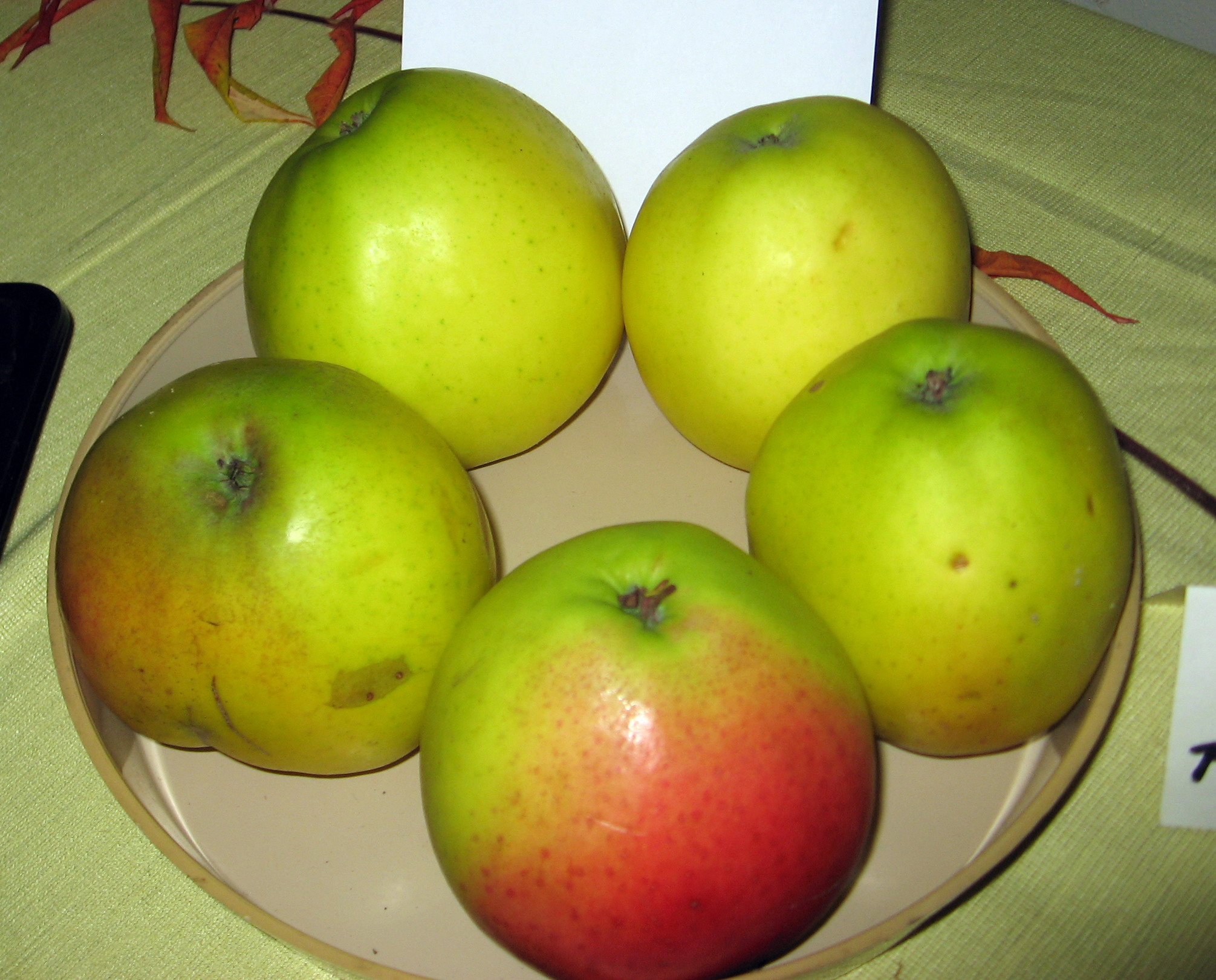
Boikovo

Boikovo (Malus domestica 'Boikovo') je ovocný strom, kultivar druhu jabloň domácí z čeledi růžovitých. Řadí se mezi vysloveně zimní odrůdy.

## Historie

### Původ
Odrůda byla získána jako náhodný semenáč v okolí Brém a v roce 1828 popsána. Ve známost vešla v Berlíně v roce 1860 a do seznamu 50 doporučovaných odrůd se dostala až roku 1874.

### Rozšíření
Rozšířila se po celé Evropě v extenzívních výsadbách, zejména v silničních stromořadích.

## Vlastnosti

### Růst
Růst odrůdy je střední, později slabý. Koruna kulovitá, nezahuštěná. Větve řidší, nasazované v tupém až pravém úhlu, křivé. Slabě obrůstá plodonosným obrostem ve formě trnců a středně dlouhých plodných větví. Vyžaduje výchovný řez a nesnáší radikální zmlazování.

### Plodnost a zralost
Plodí záhy, uspokojivě a pravidelně s malými výkyvy. Plody jsou velmi odolné při manipulaci a dopravě. Poškozená místa na plodech zasychají, nehnijí. Sklízí se co nejpozději po půlce října, konzumní zralosti dosahuje v lednu vydrží až do června.

### Plod
Plod je široce tupě kuželovitý, velký. Slupka hladká, pevná, lesklá, někdy slabě mramorovaná a ve zralosti mírně mastná. Základní barva je zelená, později žlutozelená s načervenalým „rozmytým“ líčkem na osluněné straně. Dužnina je bílá, pevná, jemně zrnitá málo šťavnatá s mírně nakyslou chutí, nevýrazná, bez aromatu, „prázdná“, ale poměrně stabilní po celou dobu skladování. Proti jiným odrůdám obsahuje více vitamínu C. Velmi dobře se skladuje. Plody při skladování nevadnou, nehnijí, nepřezrávají.

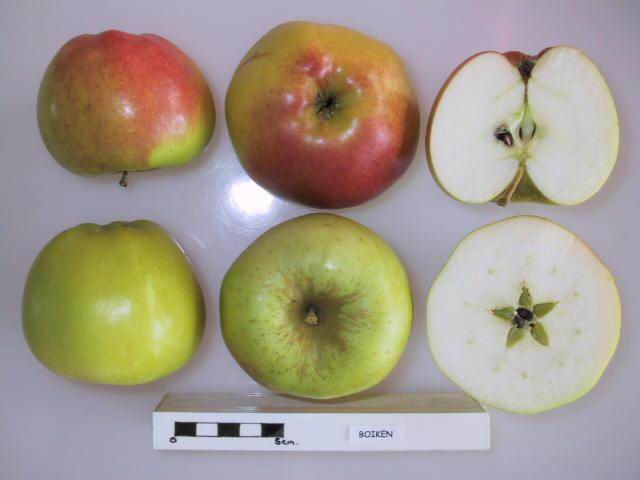
Boikovo dle National Fruit Collection
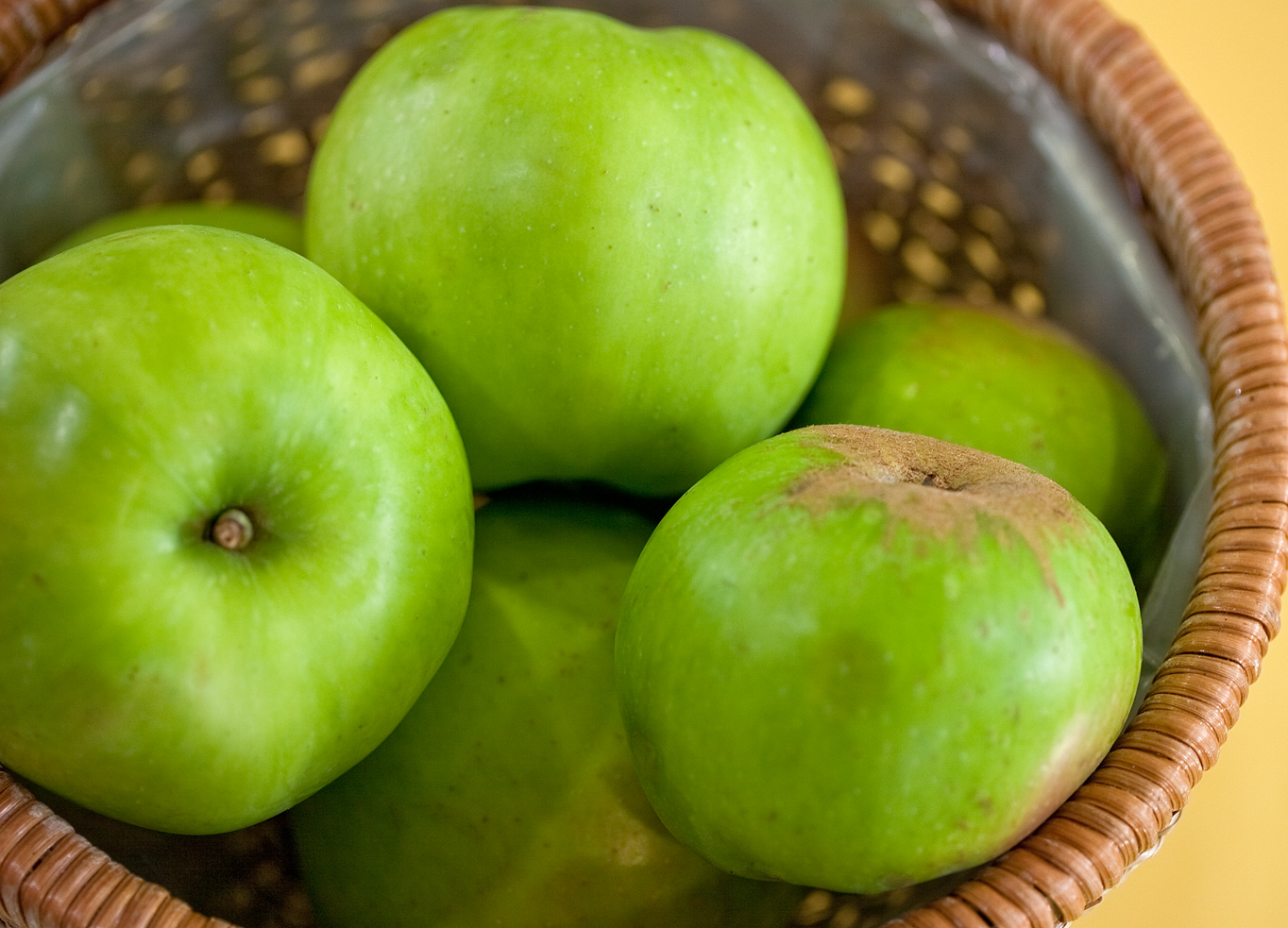
Boikovo – Plody bývají často čistě zelené.

### Choroby a škůdci
Proti strupovitosti a padlí je málo odolné. Proti mrazu je 'Boikovo' velmi odolné.

## Hodnocení
Hlavním nedostatkem odrůdy jsou chuťové vlastnosti. Předností je dobrá odolnost při přepravě a dlouhá skladovatelnost při zachování svěže nakyslé chuti. Odrůda je vhodná pro extenzivní výsadbu vysokokmenů i do chudších půd. Při dnešních možnostech skladování v klimatizovaných velkoskladech ztrácí pěstování této odrůdy smysl.